# Яблонська Олена Нилівна
Олена Нилівна Яблонська (28 серпня 1918, Смоленськ — 25 березня 2009, Київ) — заслужена художниця України, живописиця, графік, авторка ілюстрацій до дитячих книг.

## Біографія
Народилася у Смоленську, в родині художника, графіка і викладача словесності Нила Олександровича і Віри Георгіївни Яблонських. З 1928 року сім'я року жила в Одесі, у 1930 році потрапила до Кам'янця-Подільського. Яблонські здійснили невдалу спробу перейти кордон, після цього переїхали в Луганськ.
Першим учителем для Олени став її батько. В 1934 році вступає у Київський художній технікум і проходить трирічну програму за один рік.
У 1935—1941 роках навчалася у Київському художньому інституті (нині Національна академія образотворчого мистецтва і архітектури), клас Костянтина Єлеви, також у Федіра Кричевського, Олексія Шовкуненка, Петра Котова. Дипломна робота Яблонської називалася «Купання дітей в Дніпрі».
У 1940 році вийшла заміж. З початком німецько-радянської війни евакуювалася в Саратовську область, де до звільнення Києва працювала обліковцем. Нагороджена медаллю «За доблесну працю у Великій Вітчизняній війні 1941—1945 рр.».
Відомість отримала після представлення картини «Відбудова домни» на першій післявоєнній виставці у Москві в 1945 році. З 1946 року — учасниця республіканських, всесоюзних і міжнародних виставок. Член Спілки художників УРСР з 1944 року.
У 1944—1947 роках викладала в Київському художньому інституті, у 1945—1975 — в Республіканській художній середній школі імені Т. Г. Шевченка.
Авторка ілюстрацій до дитячих книг, 20 років пропрацювала у видавництві «Веселка».

Могила Олени Яблонської та її чоловіка, Байкове кладовище

Працювала в галузі станкового малярства та плакату. Яблонська поєднувала побутовий жанр з індустріальним пейзажем, малювала пейзажі, натюрморти, тематичні полотна («Відбудова домни» — 1945, «У рідному гайочку» — 1964, «Серпень» — 1967, «Квітень» — 1970, «Літо» — 1971, «Хрещатик», «Вродили яблука», «Цвіте мак», «Гуси»).
У 1977 році Олені Яблонській присвоєно звання «Заслужений художник України».
З 1990 році відбувся ряд персональних виставок у Києві. Експонувала твори у Великій Британії, Франції, Німеччині, Росії.
Роботи зберігаються в Національному художньому музеї України, Луганському художньому музеї, Музеї сучасного мистецтва в Києві, інших, та приватних колекціях України, Росії, Німеччини, Канади, США.
Писала картини до 89 років, поки не втратила зір. Померла у 90-річному віці 25 березня 2009 року. Похована разом з чоловіком на Байковому кладовищі (ділянка № 49а).

### Родина
Сестра Тетяни Яблонської та Дмитра Яблонського. Дружина живописця Євгена Волобуєва, мати художників Наталії та Євгена Волобуєвих.

## Окремі твори
Картини:
- Відновлення домни (1945)
- У рідному гайочку (1964—1965)
- На Криворіжжі (1964)
- Серпень (1967)
- Копички (1968)
- Квітень (1970)
- Літо (1970)
- «Прибирання сіна в Седневі»

Ілюстрації до книжок:
- «За лісом, за пралісом золота діжа сходить» І. Сенченка (1965)
- «Я малий собі гуцулик» В. Ладижця (1966)
- «Сонячний ранок» В. Морданя (1966)
- «Катруся вже велика» Н. Забіли (1966)
- «Дід Мазай і зайці»
- «Хитрий лис фарбує ліс»
- «Читаночка»
- «Кую, кую чобіток»
- «Малятам-соколятам»
- «Барвиста книжка»
- «Загадки»
- «Ластівка з Лужиці»